# Římskokatolická farnost Chrastava
Římskokatolická farnost Chrastava (lat. Cratzavia) je církevní správní jednotka sdružující římské katolíky na území města Chrastava a v jeho okolí. Organizačně spadá do libereckého vikariátu, který je jedním z 10 vikariátů litoměřické diecéze. Centrem farnosti je kostel svatého Vavřince v Chrastavě.

## Historie farnosti
Tzv. stará farnost pochází z neznámého roku. Matriky jsou vedeny od roku 1650.

### Duchovní správcové vedoucí farnost
Začátek působnosti jmenovaného v duchovní správě farnosti od:
- Joannes
- 1356 Martinus z Paclavie
- 1367 Franciscus
- 1368 Nicolaus Gerungi
- 1382 Paulus Theodorili
- 1393 Nicolaus
- 1407 Nicolaus Leben
- 1423 Petrus z Míšně
- 1628 Jacobus Herzog
- 1636 Georgius Niering
- 1653 Joannes Holzapfel
- 1659 Joannes Jacobus Zieneck O. Cist.
- 1663 Letinus Ebermann
- 1681 Franciscus Silvanus
- 1698 Carolus Christ. Tippolt
- 1726 Joannes Christ. Seidemann
- 1730 Anton Ignác Kopsch
- 1741 Joannes Christ. Paul
- 1747 Joannes Henricus Weiß
- 1751 Joannes Thadd. Wihan
- 1783 Jos. Wondrak, † 13. 6. 1820
- 1820 par. vacat, cap. Jos. Hübel
- 1820 Franc. Petters, n. 16. 10. 1784 Woelmsdorf., o. 23. 4. 1807, † 4. 11. 1866
- 1866 par. vacat, admin. int. Jos. Hofmann
- 1867 Rud. Frank, n. 2. 5. 1819 Reichenberg, o. 25. 7. 1844, † 31. 7. 1883
- 1883 par. vacat, admin. int. Ign. Heine
- 1883 Jos. Jahn, n. 18. 4. 1829 Reichenberg, o. 25. 7. 1851, † 8. 8. 1907
- 1898 Franc. Helzel, n. 21. 8. 1841 Kamnitz, o. 30. 6. 1864, † 4. 4. 1902
- 1902 Jos. Funke, n. 10. 4. 1850 Rückendorf, 18. 7. 1875, † 28. 10. 1924
- 1925 par. vacat admin. interc. Franc. Egerer
- 1926 par. vacat admin. interc. Leo Hatscher
- 1928 Leo Hatscher, n. 16. 12. 1889 Klein Teuplitz, o. 23. 7. 1913, † 25. 2. 1974
- 1937 par. vacat, admin. excurr. Carol. Jewschenak
- 1. 1. 1938 Anton Böhm, n. 19. 3. 1907 Fischern, o. 29. 6. 1931, † 4. 7. 1998
- 22. 11. 1944 Rud. Kirschner, n. 5. 5. 1912 Haida, o. 28. 6. 1936, † 17. 5. 1979
- 1. 8. 1946 Josef Vavrečka
- 1. 9. 1948 Gottfriedus Obruča
- 1. 4. 1951 Emil Brůna (zemřel ve farním kostele za záhadných okolností)
- 14.7. 1951 František Boráň
- 1. 10. 1951 Karel Petržílek
- 1. 3. 1954 Antonín Špička
- 5. 11. 1954 Stanislav Šlapák
- 30. 1. 1956 Miloš Fiala
- 1. 8. 1961 Karel Vítek
- 1. 11. 1970 Tomáš Pavel Genrt OFM
- 1. 9. 2013 Radek Vašinek[4]

Kromě kněží stojících v čele farnosti, působili ve farnosti v průběhu její historie i jiní kněží. Většinou pracovali jako farní vikáři, kaplani, katecheté, výpomocní duchovní aj.

## Území farnosti
Do farnosti náleží území obce:
- Andělská Hora (Engelsberg)[p 2]
- Bedřichovka (Fridrichswald,[3] Friedrichshain[1])[p 2]
- Dolní Chrastava (Unter Kratzau[1])[p 2]
- Horní Chrastava (Oberkratzau,[3] Ober Kratzau[1])[p 2]
- Chrastava (Kratzau)[p 2]
- Karlov pod Ještědem (Karlswald)[p 2]
- Machnín (Machendorf[3])[p 2]
- Nová Víska (Neudörfel)[p 2]
- Vysoká (Hohendorf)[p 2]

## Římskokatolické sakrální stavby na území farnosti
| | Fotografie | Stavba                                     | Místo                 | Bohoslužby                      | Zeměpisné souřadnice             | Status          | Číslo kulturní památky           |
| Kostely | Kostely    | Kostely                                    | Kostely               | Kostely                         | Kostely                          | Kostely         | Kostely                          |
| --- | ---------- | ------------------------------------------ | --------------------- | ------------------------------- | -------------------------------- | --------------- | -------------------------------- |
| 1. |            | Kostel sv. Vavřince                        | Chrastava             | bližší informace o bohoslužbách | 50°49′11″ s. š., 14°58′8″ v. d.  | farní kostel    | 35057/5-4334 (Pk•MIS•Sez•Obr•WD) |
| 2. |            | Kostel Panny Marie Sněžné                  | Andělská Hora         | bližší informace o bohoslužbách | 50°47′56″ s. š., 14°57′23″ v. d. | filiální kostel | 52178/5-5945 (Pk•MIS•Sez•Obr•WD) |
| 3. |            | Kostel Nejsvětějšího Srdce Ježíšova        | Machnín               | bližší informace o bohoslužbách | 50°47′39″ s. š., 14°59′28″ v. d. | filiální kostel | —                                |
| Kaple |            |                                            |                       |                                 |                                  |                 |                                  |
| 4. |            | Domov pokojného stáří – Domov sv. Vavřince | Školní 124, Chrastava | bližší informace o bohoslužbách | 50°49′11″ s. š., 14°58′11″ v. d. | oratorium       | —                                |
| Některé drobné sakrální stavby a pamětihodnosti lze dohledat zde v databázi Drobné sakrální památky Zaniklé sakrální stavby lze dohledat zde v databázi Poškozené a zničené kostely, kaple a synagogy v České republice |            |                                            |                       |                                 |                                  |                 |                                  |

Ve farnosti se mohou nacházet i další drobné sakrální stavby, místa římskokatolického kultu a pamětihodnosti, které neobsahuje tato tabulka.

## Příslušnost k farnímu obvodu
Z důvodu efektivity duchovní správy byl vytvořen farní obvod (kolatura) farnosti Hrádek nad Nisou, jehož součástí je i farnost Chrastava, která je tak spravována excurrendo. Přehled těchto kolatur je v tabulce farních obvodů libereckého vikariátu.